# Herman Wold
Herman Ole Andreas Wold (25 de diciembre de 1908 a 16 de febrero de 1992) fue un econometrá y estadístico noruego, que tuvo una larga carrera en Suecia. Wold era conocido por su trabajo en economía matemática, en análisis de series de tiempo, y en econometría estadística.
En estadística matemática, Wold ha contribuido con el teorema de Cramér-Wold que da caracterización de la distribución normal y desarrolla la descomposición de Wold en el análisis de series temporales. En microeconomía, Wold avanzó en la teoría de la utilidad y en la teoría de la demanda de los consumidores. En estadística multivariante, Wold ha contribuido con los métodos de mínimos cuadrados parciales (PLS) y modelos gráficos. El trabajo de Wold de trabajar en estadística inferencial de los estudios observacionale estaba décadas por delante de su tiempo, de acuerdo a Judea Pearl.

## Logros científicos
Herman Wold tuvo una larga y productiva carrera, que abarca seis décadas. En 1927 Wold matriculados en la Universidad de Estocolmo para estudiar matemáticas . Fue un momento muy oportuno, por Harald Cramér había sido nombrado profesor de matemáticas actuariales y estadística matemática. Wold escribiría más tarde: "Pertenecer al primer grupo de estudiantes de Cramer fue de buena suerte, una ventaja que simplemente no puede ser exagerada."
Después de graduarse en 1930 Wold trabajó para una compañía de seguros, sino que también trabajó en los datos de mortalidad con Cramér y posteriormente diseñó una tarifa por las compañías de seguros. Él comenzó a trabajar en un doctorado en los procesos estocásticos con Cramér como supervisor. Lejos de la tesis Wold y Cramér hizo algún trabajo conjunto, su mejor resultado conocido es el teorema de Cramer-Wold (1936). 